# 摩纳哥市镇
摩纳哥市镇（法語：Commune de Monaco）是摩纳哥大公国唯一的市镇，范围涵盖整个摩纳哥大公国。

## 历史
该市镇是摩纳哥最古老的机构之一。自13世纪起，在领主主持下，居民们通过开会选举产生议会。
16世纪，市镇有四名理事（syndic）和十二名执政官，并由一名执政官任主席。这些职位于每年9月29日（圣米迦勒瞻礼日）选举。1790年，奧諾雷三世亲王成立了一个由18名成员组成的理事会。
1793年-1814年，摩纳哥并入法国，更名为“埃居尔堡”（Fort-Hercule）。
摩納哥革命后，1911年摩纳哥宪法改革了市政机构：公国分为三个市镇：摩纳哥城、拉孔达米讷和蒙特卡洛。每个市镇均有一名市长和一个由九名成员组成的市议会（全部由普选产生）。市际委员会（commission inter-communale）负责管理常见问题。在此期间，国民议会成员均为市议员，在摩纳哥市政厅占有席位。
1918年，单一市镇重新建立：市议会由15名成员组成，任期三年。此后，1974年的市政组织法将任期延长至四年。